# Kedungasri, Lamongan
Kedungasri är en administrativ by i Indonesien.   Den ligger i provinsen Jawa Timur, i den västra delen av landet, 600 km öster om huvudstaden Jakarta. Kedungasri ligger vid sjön Waduk Gempol.